# Eddy Island
Eddy Island är en ö i Kanada.   Den ligger i territoriet Nunavut, i den östra delen av landet, 1 600 km norr om huvudstaden Ottawa. Arean är 12,2 kvadratkilometer.
Terrängen på Eddy Island är platt. Öns högsta punkt är 168 meter över havet. Den sträcker sig 10,9 kilometer i nord-sydlig riktning, och 2,7 kilometer i öst-västlig riktning.